# 館林観光バス
館林観光バス株式会社（たてばやしかんこうバス）は、群馬県館林市に本社を置くバス事業者である。広域公共路線バスを受託する。

## 現行路線

### 広域公共路線バス
- 館林・明和・千代田線
  - 千代田町役場 - 川俣駅 - 堀工町南 - 館林駅

## 車両
貸切バス、路線バス共に日野自動車製の車両が多い。

路線バス用は1台のみのため、点検時は小型貸切バスで代走する。